# JAMA Neurology
JAMA Neurology, jusqu'en 2013 Archives of Neurology, est une revue scientifique américaine mensuelle consacrée à la neurologie, à comité de lecture, publiée par l’Association médicale américaine.
Le titre est fondé en 1959, par séparation d’une revue plus ancienne Archives of Neurology & Psychiatry, elle-même fondée en 1919. À partir de 1959, les travaux consacrés à la psychiatrie paraissent dans un autre revue nouvellement créée, nommée Archives of General Psychiatry.
Archives of Neurology publie des travaux de recherche clinique dans le domaine des maladies du système nerveux, ainsi que des articles consacrés aux mécanismes de ces maladies.